# Église de la Sainte-Croix (Bocholt)
Pour les articles homonymes, voir Église de la Sainte-Croix.
L'église de la Sainte-Croix (Heilig-Kreuz-Kirche) est une église catholique de Bocholt en Rhénanie-du-Nord-Westphalie, conçue par l'architecte allemand Dominikus Böhm. Elle a été consacrée le 13 juin 1937 et dépend du diocèse de Münster. Sa nef mesure 12 mètres de hauteur et 48 mètres de longueur sur 10 mètres de largeur. Sa dernière campagne de restauration est intervenue en 1987 pour son cinquantenaire.